# أ. ريتشارد نيوتن
أ. ريتشارد نيوتن (بالإنجليزية: A. Richard Newton)‏ هو عالم حاسوب ومهندس أسترالي، ولد في 1 يوليو 1951، وتوفي في 2 يناير 2007 في سان فرانسيسكو في الولايات المتحدة بسبب سرطان البنكرياس.